# Teatro Piccinni
El teatro Niccolò Piccinni es el teatro más antiguo de la ciudad de Bari, Italia. A causa del incendio que destruyó en 1991 el Teatro Petruzzelli, ha sido durante casi veinte años la sala más importante de la ciudad tanto por capacidad como por tradición. El Piccinni es además, por dimensiones, el cuarto teatro a la italiana de la región de Apulia, tras el Petruzzelli, el Politeama Greco de Lecce y el Verdi de San Severo. El teatro se encuentra en el Corso Vittorio Emanuele II, importante calle de la ciudad, cerca de los Jardines de Isabel de Nápoles.

## Historia
El edificio del teatro fue finalizado en 1854 e inaugurado el 30 de mayo del mismo año con una representación de Poliuto de Gaetano Donizetti. En 1855 fue dedicado al compositor barese Niccolò Piccinni.

## Eventos y representaciones
Entre los directores de orquesta más célebres del siglo XIX que han dirigido el teatro, se cuenta al maestro Antonino Palminteri, presente en el podio del Piccinni en la temporada teatral a caballo entre 1898 y 1899, llevando a escena obras como La bohème, La favorita, El rey de Lahore o La Gioconda. Los éxitos de las representaciones fueron excelentes y muy apreciados, en particular por la prensa, que con ocasión de la puesta en escena del Don Carlos se expresó así: «al Piccinni de Bari por el Don Carlos, el Caballero Palminteri se ha revelado un gran artista que, con los limitadísimos medios de los que dispone, ha conseguido efectos admirables por precisión, por color y por belleza».